# Sclerotinia
Sclerotinia és un gènere de fongs ascomicots de l'ordre dels helotials (Helotiales). Són fitopatògens necrotròfics, l'enciam n'és molt susceptible. És un gènere àmpliament distribuït que conté unes 14 espècies.
Els més comuns que causen malalties a les plantes són Sclerotinia sclerotiorum, amb un ampli rang de plantes cultivades, i Sclerotinia minor amb un rang de plantes més restringit. Tant una com l'altra produeixen una capa densa cotonosa blanca de micelis en la superfície de la planta hoste i en la superfície adjacent del sòl. Dins aquesta capa densa hi creixeran els cossos fructífers durs del fong anomenats esclerocis que donen nom a aquest gènere i que actuen com llavors per a la reproducció. Els esclerocis en aquestes dues espècies fan de 0,5 (S. minor) fins a 10 mm de diàmetre (S. sclerotiorum).

## Algunes espècies
- S. borealis
- S. homoeocarpa
- S. minor
- S. ricini
- S. sclerotiorum
- S. spermophila
- S. trifoliorum

## Símptomes de les malalties causades perSclerotinia
Com que aquests fongs colonitzen teixits vegetals produeixen una lesió de color marró pàl·lid a marró gris. La degradació severa del teixit dona lloc a una podridura tova. En el cas de S. minor el patogen destrueix la corona de la planta i aquesta es marceix i es col·lapsa.
Les flors senescents resulten ideals per a la colonització d'aquests fongs per això, per exemple, s'aconsella treure-les dels fruits de carbassó en creixement.

## Control deSclerotinia
Els esclerocis i micelis d'aquests fongs sobreviuen en el sòl o sobre els residus de teixits de les plantes hoste respectivament. En condicions seques els esclerocis arriben a sobreviure viables durant 10 anys. El control es fa amb una combinació de sistemes de cultiu i de fungicides. l'activitat d'aquests patògens es veu afavorida per l'alta humitat del sòl i de l'aire i les temperatures fresques. El reg gota a gota (que localitza les zones humides) en redueix la incidència, també ho fa la rotació de conreus.

## Anteriorment inclosos dinsSclerotinia
- Sclerotinia allii (esclerotinia de l'all), actualment dins Ciborinia allii
- Sclerotinia fructicola, actualment dins Monilinia fructicola
- Sclerotinia fructigena, actualment dins Monilinia fructigena